# Chloris gayana
Chloris gayana je vrsta trave poznata pod zajedničkim imenom rodoska trava. Poreklom je iz Afrike, ali se može naći širom tropskog i suptropskog sveta kao naturalizovana vrsta.
Ona može rasti u mnogim vrstama staništa. Takođe se kultiviše u nekim oblastima kao ukusna ispaša za životinje i kao pokrivač tla kako bi se smanjila erozija i brzo revegetiralo denudirano zemljište. Tolerantna je na umereno slana i alkalna zemljišta i navodnjavanje.‍:2

## Uslovi uzgoja
Njen sezonski rast je u proleće i leto, a potreba za padavinama je 600–750 mm godišnje. Ovaj zahtev za malom količinom padavina znači da ova trava može da preživi na sušnijim predelima. Rodoska trava može da raste u različitim uslovima zemljišta. Njeno idealno zemljište bi imalo nešto veše pH nivoe od 4,3 u smislu kiselosti.‍:2 Pored toga, Chloris gayana ima umerenu toleranciju na aluminijum.‍:2 Činjenica da ova vrsta trave preživljava na malo padavina, može rasti na zemljištima sa niskim pH i ima umerenu toleranciju na aluminijum, znači da može biti od koristi za siromašne farmere u subtropskim područjima. Za održavanje ove trave potrebno je manje rada, što znači da se farmeri mogu fokusirati na druge prioritete. Takođe je od koristi poljoprivrednicima koji poseduju zemljište slabog kvaliteta.

## Spoljašnje veze
- Jepson Manual Treatment
- USDA Plants Profile
- Grass Manual Treatment
- Photo gallery